# روبن بيك (تريثلت)
روبن بيك (بالإنجليزية: Robin Beck)‏ هي تريثلت أمريكية، ولدت في 1953 في مدينة سولت ليك في الولايات المتحدة.

## وصلات خارجية
- روبن بيك على موقع IAT Triathlon Database (الإنجليزية)